# Guido Tonetti
Guido Tonetti (Trecate, 13 marzo 1903 – Cuneo, 3 giugno 1971) è stato un arcivescovo cattolico italiano.

## Biografia
Guido Tonetti nacque a Trecate, dove fu insegnante. Nel 1950 divenne arcivescovo coadiutore di Messina e nel 1957 fu trasferito a Cuneo come vescovo residenziale. 
Partecipò al Concilio Vaticano II, riorganizzò le strutture diocesane promuovendo tematiche diverse per ogni anno (anno mariano, anno biblico...). Ristabilì antichi incontri di preghiera e studi per il clero che erano andati persi. Promosse attività per i giovani del dopo concilio con la creazione di corali e centri di catechesi. 
Morì a Cuneo nel 1971.

## Genealogia episcopale
La genealogia episcopale è:
- Cardinale Scipione Rebiba
- Cardinale Giulio Antonio Santori
- Cardinale Girolamo Bernerio, O.P.
- Arcivescovo Galeazzo Sanvitale
- Cardinale Ludovico Ludovisi
- Cardinale Luigi Caetani
- Cardinale Ulderico Carpegna
- Cardinale Paluzzo Paluzzi Altieri degli Albertoni
- Papa Benedetto XIII
- Papa Benedetto XIV
- Cardinale Enrico Enriquez
- Arcivescovo Manuel Quintano Bonifaz
- Cardinale Buenaventura Córdoba Espinosa de la Cerda
- Cardinale Giuseppe Maria Doria Pamphilj
- Papa Pio VIII
- Papa Pio IX
- Cardinale Alessandro Franchi
- Cardinale Giovanni Simeoni
- Cardinale Antonio Agliardi
- Vescovo Giacinto Arcangeli
- Cardinale Giuseppe Gamba
- Cardinale Maurilio Fossati, O.SS.G.C.N.
- Arcivescovo Guido Tonetti